# アハイア・グランディ
アハイア・グランディ（学名：Potamotrygon brachyura）は、南アメリカのブラジル、ラプラタ盆地に生息するポタモトリゴン科の淡水エイの一種。体盤幅は1.9m、体重は220kgに達し、正式ではないがこれ以上の個体の記録もある。ポタモトリゴン科の中の淡水の種では最大であり、体重は南アメリカの淡水魚では最大級で、ピラルクーやピライーバに匹敵する。
食用やゲームフィッシュとしての釣り、生息地の消失、観賞魚としての採集によって数を減らしている。

## 形態
体盤は円形で、直径は約1.9m、体重は220kgに達し、淡水に生息するポタモトリゴン科の種では最大。体色はオレンジ色で、背中に黒い模様があり、川底に擬態するためだとされている。尾は非常に筋肉質で太く、付け根には短い棘が密集し、先端には毒針がある。

## 生態
アルゼンチン、ブラジル、パラグアイ、ウルグアイのパラグアイ川、パラナ川、ウルグアイ川を含むラプラタ川流域に分布する。ボリビアのピルコマジョ川にも分布する可能性がある。 北はパンタナルを含むパラグアイ川上流域、南はラプラタ盆地の下流域に広がる。他の淡水エイとは異なり、イタイプダムの建設以降はパラナ川上流域にはみられない。
メスは一回の出産で最大19尾の仔を産む。小型の貝、甲殻類、水生昆虫、魚類を捕食する。